# دشت یازی
دشت یازی (انگلیسی: Yazi Plain) یک دشت در جمهوری آذربایجان است که در شهرستان قبادلی قرار دارد.